# Tadej Trdina
Tadej Trdina (Slovenj Gradec, 25 novembre 1988) è un calciatore sloveno, attaccante del Ruden.